# Monochaetum ecaudatum
Monochaetum ecaudatum är en tvåhjärtbladig växtart som beskrevs av Henry Allan Gleason. Monochaetum ecaudatum ingår i släktet Monochaetum och familjen Melastomataceae. Inga underarter finns listade i Catalogue of Life.